# 點鰭真小鯉
點鰭真小鯉（學名：Cyprinella monacha）為輻鰭魚綱鯉形目雅羅魚科真小鯉屬的其中一種，被IUCN列為易危保育類動物，分布於北美洲美國田納西河流域，包括阿拉巴馬州、喬治亞州、北卡羅萊納州、維吉尼亞州和田納西州。目前的調查顯示，該物種已從阿拉巴馬州和喬治亞州滅絕。僅存的數量僅限於田納西河沿岸的四個支流小田納西河、埃默里河、布法羅河和霍爾斯頓河，許多人為變化是造成如此大規模數量下降的原因，主要干擾包括水壩、沉積物、入侵物種的引入流域，體長可達11公分，棲息在水質清澈、岩石底質的溪流底中層水域，以水生昆蟲為食，繁殖期在5至8月，繁殖雄性的身體會變成金屬藍色，鰭形成白色邊緣，雌魚在岩石縫隙產卵，可作為觀賞魚。

## 扩展阅读
維基物種上的相關：點鰭真小鯉